# Seleção Afegã de Futebol Sub-23
Seleção Afegã de Futebol Sub-23 representa o Afeganistão nas competições de futebol internacional, que inclui os Jogos Asiáticos. É controlada pela Federação Afegã de Futebol. Hossein Saleh é o atual treinador da seleção. A seleção foi aos Jogos Sul-Asiáticos de 2010 [en], onde foi vice-campeã no torneio masculino ao perder para a Seleção Bengali por 4 a 0.[carece de fontes?]